# Black Mass (album)
Black Mass è il secondo album in studio dei Death SS, pubblicato nel 1989 dalla MetalMaster Records. È annoverato fra i lavori più rappresentativi del gruppo.

## Descrizione
Alcune canzoni, ovvero Kings of Evil, Horrible Eyes, Cursed Mama e Buried Alive, risalgono ai primi anni di attività dei Death SS (1977-1982), e sono state nuovamente registrate, in versioni differenti dalle originali.
I brani in questione sono stati composti assieme al primo chitarrista del gruppo, Paul Chain, non più in organico durante la registrazione dell'album. Welcome to My Hell e In the Darkness sono rivisitazioni di brani composti in origine da Chain circa dieci anni prima, precedentemente pubblicati dal Paul Chain Violet Theatre all'interno di un disco intitolato In the Darkness.  Il brano conclusivo, che dà il titolo al disco, è stato invece scritto e inciso con la collaborazione di Aldo Polverari, presente nell'album come tastierista turnista.
Il critico e giornalista italiano Luca Signorelli, nella sua recensione presente nel libro Metallus: Il libro dell'heavy metal, riconosce Black Mass come «una pietra miliare del metallo italiano», con particolare riferimento alla title track, e gli assegna un voto di 5 stelle su 5.
Nel 1997 Black Mass è stato rimasterizzato dall'etichetta Lucifer Rising con l'aggiunta di cinque bonus track, tra cui due brani registrati dal vivo, mentre nel 2008 la Horror Records ne ha pubblicato un'ulteriore edizione in picture disc, limitata a 666 copie e contenente un poster.

## Tracce
1. Kings of Evil – 4:07
2. Horrible Eyes – 5:23
3. Cursed Mama – 5:09
4. Buried Alive – 4:08
5. Welcome to My Hell – 6:12
6. Devil's Rage – 4:03
7. In the Darkness – 5:06
8. Black Mass – 8:22

### Bonus track della versione rimasterizzata (1997)
1. The Mandrake Root – 3:24
2. Kings of Evil (extended remix) – 4:33
3. Gethsemane (I Only Want To Say) – 5:56 – Jesus Christ Superstar soundtrack cover
4. Murder Angels (live) – 5:31
5. Vampire (live 1989) – 6:00

## Formazione
- Steve Sylvester - voce
- Kevin Reynolds - chitarra
- Kurt Templar - chitarra
- Marc Habey - basso
- Boris Hunter - batteria

### Turnisti
- Aldo Polverari - tastiere[2]